# Краунсполука
Краунсполука (рос. крауново соединение, англ. crown compound) — макроциклічна непланарна полідентантна сполука, зазвичай незаряджена, в якій три або більше координуючих кільцевих атомів (звичайно O або N) здатні утворювати хелатні комплекси з йонами металів або іншими катіонними частинками. Така моноциклічна сполука здатна зв'язувати гостя в центральній (або в близькій до неї) позиції. Планарні аналоги, такі як порфірини, звідси вилучаються. Найпопулярнішими представниками є макроциклічні поліетери — краун-етери.